# Колчин Денис Борисович
Ко́лчин Дени́с Бори́сович (нар. 13 жовтня 1977, Одеса, СРСР) — український футболіст, захисник, що відомий перш за все завдяки виступам у складі одеського «Чорноморця» та криворізького «Кривбаса». Екс-гравець юнацької та молодіжної збірної України, бронзовий призер юнацького чемпіонату Європи з футболу (1994). Вихованець СДЮШОР «Чорноморець» (Одеса).

## Життєпис

### Ігрова кар'єра
Денис Колчін народився в Одесі, зростав на одному подвір'ї зі ще одним майбутнім футболістом Павлом Скоропадом. До футбольної секції потрапив завдяки батькам, що переймалися через погане здоров'я хлопця та хотіли дещо загартувати його завдяки спорту. Першим тренером Колчіна став відомий одеський фахівець Савелій Семенов. Юний футболіст почав проявляти неабиякі здібності і був викликаний спочатку до резервного складу «Чорноморця», а згодом і у першу команду. В той же час він був одним з членів юнацької збірної України, що здобула бронзові нагороди на Чемпіонаті Європи в Ірландії у 1994 році. Денис був наймолодшим гравцем у одеському клубі, виходив переважно на заміни задля набуття досвіду і поступово став одним з улюбленців трибун, що підтримували вихованця свого клубу.
У 1998 році «Чорноморець» спіткали фінансові проблеми, внаслідок яких клуб залишив вищу лігу, а Колчін разом з партнером по клубу Олександром Зотовим перейшов до лав криворізького «Кривбаса». Справи у новому клубі складалися у футболіста якнайкраще аж до матчу з «Дніпром», що відбувся у березні 1999 року. На 44-й хвилині після боротьби на другому поверсі Денис невдало приземлився і отримав важку травму — розрив хрестоподібних зв'язок. Через травму Колчін пропустив більше року, однак і це не було фіналом: операцію у Німеччині зробили недбало, що призвело до рецидиву і ще однієї вимушеної перерви тривалістю майже три роки.
Остаточно заліковувати травму футболіст повернувся до Одеси, де після одужання продовжив грати у складі рідного «Чорноморця». Однак бажання змін змусило Колчіна шукати нові варіанти і він погодився на перехід до харківського «Металіста», у складі якого так і не зіграв жодного матчу, виступаючи лише за дублюючий склад харків'ян. Після цього було повернення до лав «Кривбас», чергова травма та операція в Одесі. До жодної з команд вищої ліги Денис вже так і не повернувся, виступаючи спочатку у складі МФК «Миколаїв», згодом у російському клубі «Машук-КМВ» та овідіопольському «Дністрі». Травми продовжували надокучати гравцю і Колчін вирішив завершити активні футбольні виступи.

### Тренерська кар'єра
Після припинення кар'єри гравця Денис Колчін почав навчання на курсах арбітрів, яке суміщав з тренуванням однієї з команд, що виступала на першість Одеси. З 2010 року — тренер СДЮШОР «Чорноморець». У червні 2013 року отримав тренерський диплом класу «А».
У 2014 році очолив одеський аматорський клуб «Жемчужина», який влітку 2016 року отримав професійний статус і був заявлений у Другу лігу, а Колчин продовжив роботу з клубом.

## Досягнення
- Бронзовий призер Чемпіонату Європи серед юнаків (1): 1994
- Срібний призер чемпіонату України (2): 1994/95, 1995/96
- Бронзовий призер чемпіонату України (2): 1998/99, 1999/2000

## Приватне життя
Одружений. Має трьох синів.